# Chimney Rock (Wisconsin)
Chimney Rock è un comune degli Stati Uniti, situato in Wisconsin, nella Contea di Trempealeau.